# 川越五河岸
川越五河岸（かわごえごかし）は江戸時代、武蔵国川越藩（現在の埼玉県川越市）によって制定された5つの河岸場。

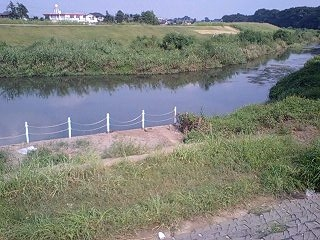
川越五河岸のひとつ、下新河岸跡。

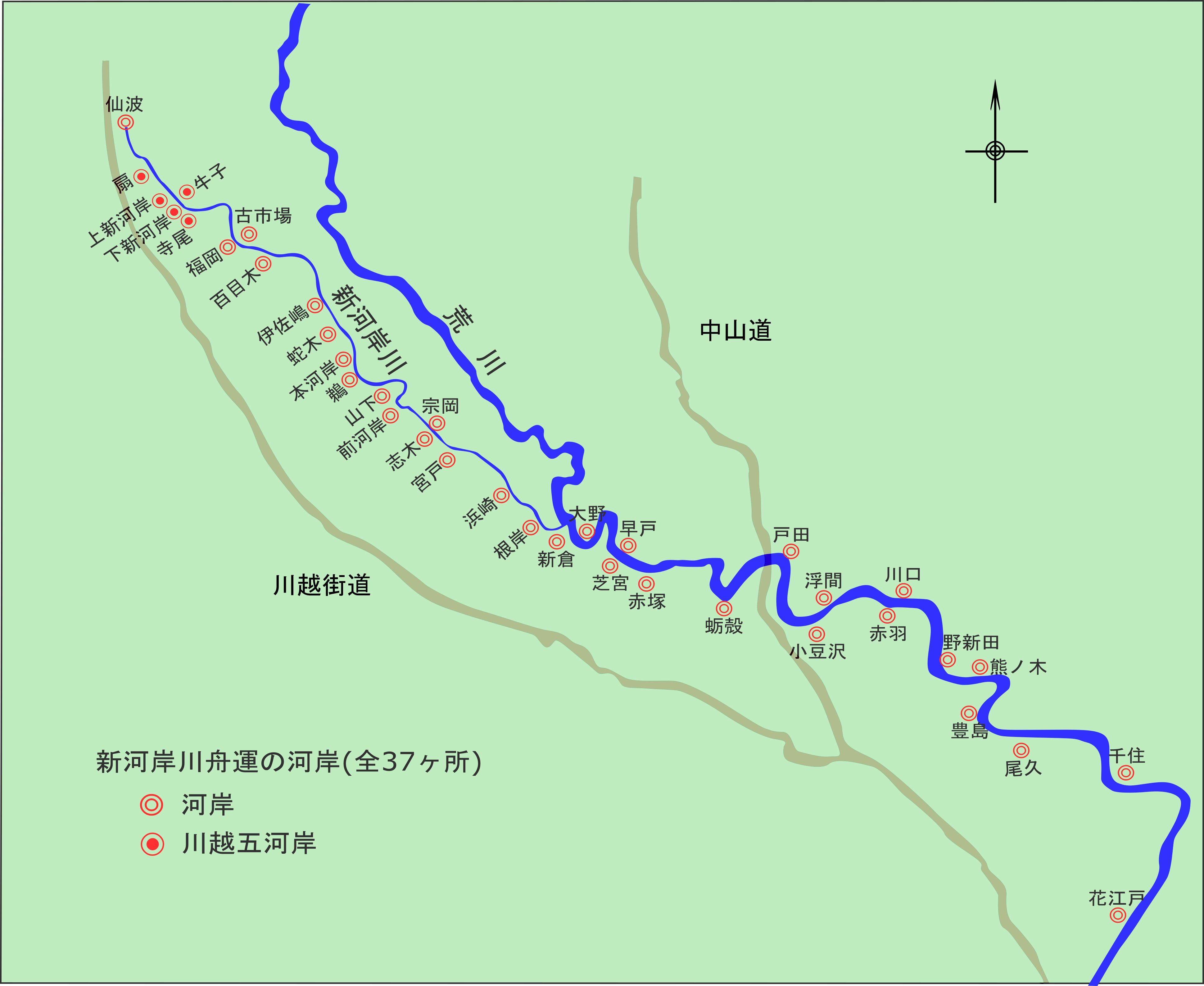
新河岸川と川越五河岸の位置。

## 概要
新河岸川（当時は内川と呼ばれた）の舟運は寛永15年（1638年）正月に川越大火で仙波東照宮が焼失、その再建のための資材を江戸から当川を利用して運んだのが最初とされる。
寛永16年に老中首座の松平信綱が川越城主に移封された後、沢田甚右衛門らが新河岸の開発を始めた。新河岸川へ「九十九曲り」と言われる多数の屈曲を加え、流量を安定化させる改修を施した。正保4年（1647年）に川越舟運が始まった。新河岸川は新倉で荒川と合流し、そこから江戸までは屈曲が多かった荒川を通った。この水運を行うため、古市場、引俣などの土橋が壊され、舟の往来を阻害しない板橋に架け替えられている。
川越五河岸は、新河岸川の上流に設置された扇・上新・牛子・下新・寺尾の5つの河岸場で、城下町・川越の外港として機能した。旭橋の上下に上新河岸と下新河岸の二つが、対岸に牛子、少し上流に扇、少し下流に寺尾、となる。当初は、火事のため緊急に必要となった木材を調達するための水路であったが、後に川越藩の蔵米を江戸に運ぶ藩の公的な物流ルートになった。年貢米輸送の帰り荷は肥灰や糠を積むようになり、川越五河岸から農村に河岸道が何本も開かれた。葛西船という下肥船も登場し、五河岸には、回漕店に加え、馬方や足袋屋などの商家が建ち並んだ。安永3年（1774年）には5つの河岸場全体で問屋が30軒を数え、安政6年（1859年）には舟を80艘所持していた。商品経済が発達してくると川越方面からはさつま芋・柿などの農産物、木材、絹織物、酒、醤油、綿、素麺、石炭などを運び、江戸からは油、砂糖、小間物などを運搬した。特に江戸からは鮮魚が喜ばれた。
舟は平田舟や高瀬船で80石積みほどの大きさで、荷舟だけでなく乗客（40人ほど）を運ぶ屋形船もあった。舟の種類は、並船（普通）・早船（準急）・急船（急行）・飛切船（特急）などである。飛切船は浅草花川戸までその日に下って翌日上がるという便であった。天保年間からは早船が定期船となり、川越五河岸を夕方出発し新倉河岸に入り翌朝に千住、昼に浅草花川戸に到着するという「川越夜船」が流行った。このため川越街道の宿場は客足が減少した。
川越商人たちはより城下に近い河岸を望み明治2年（1869年）に仙波村までの運河の開削に着手、明治12年（1879年）に仙波河岸が生まれると川越五河岸は大きな打撃を受ける。
舟運の全盛期は、明治初期までで、明治28年（1895年）に川越鉄道、明治38年に川越電気鉄道、大正3年（1914年）に新河岸川と同じルートで東上鉄道が開通、さらに明治43年の荒川大水害を受けて大正9年より河川改修が行われ、新河岸川の本流が伊佐沼から赤間川に付け替えられ下流も流路が10キロも短縮され、水量が減少し舟の運行に支障を来たした。
大正13年の関東大震災では、鉄道が停止したために活況を呈したが、1931年（昭和6年）に新河岸川改修工事の終了及び埼玉県より通船停止令の発令により、川越五河岸は全て廃止された。

## 河岸の一覧
上流から順に並んでいる。なお、扇河岸のさらに上流に仙波河岸（1879年（明治12年）頃開設）が、寺尾河岸のさらに下流に福岡河岸・古市場河岸が存在する。
- 扇河岸 - 川越藩主・松平信綱の時に取り立てられ、天和2年（1682年）に河岸が形成された。新河岸川右岸[5][4]。材木の貯木場があった。
- 上新河岸 - 正保4年（1647年）川越藩主・松平信綱の時に取り立てられる。新河岸川右岸。旭橋の上流[6]。
- 牛子河岸 - 寛文4年（1664年）、川越藩主・松平輝綱の時に取り立てられる。主に江戸・葛西からの肥灰を受け入れていた。新河岸川左岸[2]。
- 下新河岸 - 川越藩主・松平信綱の時、上新河岸と同じ頃、元禄以前の開発といわれる[7][8]。新河岸川右岸。旭橋の下流。船問屋｢伊勢安｣跡がある。
- 寺尾河岸 - 寛永15年（1638年）、仙波東照宮再建の為の資材を輸送するために取り立てられる。一旦衰微するが、正保年間に再び取り立てられる。新河岸川右岸。

### 交通アクセス
- 下新河岸跡は東武東上線・新河岸駅から東へ徒歩約10分。

## 船の一覧

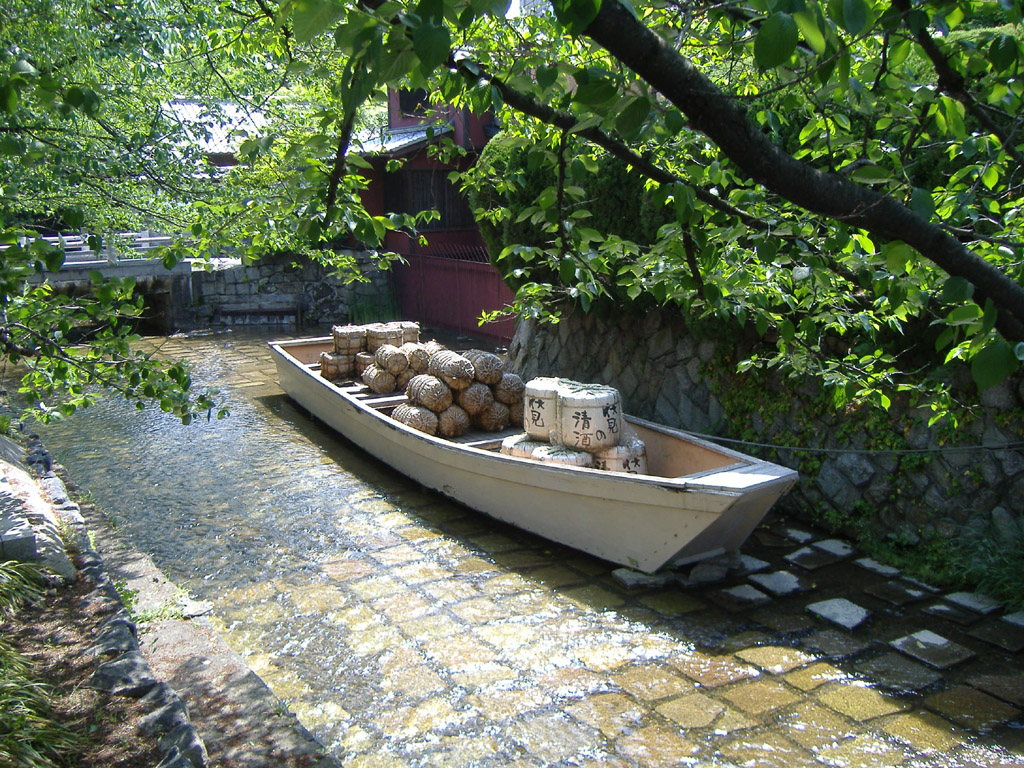
復元された高瀬船

安政6年（1859年）8月の川越五河岸の総船数を以下に挙げる。
- 高瀬船 - 15艘
- 艜船 - 6艘
- 似高瀬船 - 1艘
- 似艜船 - 53艘
- 国方茶船 - 2艘
- 伝馬造茶船 - 1艘
- 合計 - 78艘

## 川越舟歌
夜間に航行する「川越夜舟」を漕ぐ船頭が歌う粋な舟唄。
アアー　九十九曲りゃ　あだでは越せぬ　アイヨノヨ

通い船路の三十里　アイヨノヨトキテ夜下リカイ
など。特に決った形はないという。